# Wren House
Wren House é uma casa localizada no Palácio de Kensington, em Londres. A Wren House é ocupada pelo Príncipe Eduardo, Duque de Kent, um dos primos da Rainha Elizabeth II, e sua esposa Catarina, Duquesa de Kent desde 1978.
Quando o Palácio de Kensington se tornou um Residência Real, o arquiteto Christopher Wren foi encarregado de expandir a estrutura existente. Ele acrescentou um conjunto de chalés que incluía a Wren House; o Ivy Cottage, a casa daprincesa Eugénia de York; e o Nottingham Cottage, a antiga casa do Príncipe Henrique, Duque de Sussex.